# هارون غراهام
هارون غراهام (بالإنجليزية: Aaron Graham)‏ هو لاعب كرة قدم أمريكية أمريكي، ولد في 22 مايو 1973 في لاس فيغاس في الولايات المتحدة.

## وصلات خارجية
- هارون غراهام على موقع مرجع كرة القدم المحترفة.كوم (الإنجليزية)
- هارون غراهام على موقع JustSportsStats.com (الإنجليزية)